# Aleksej Konstantinovič Tolstoj
Aleksej Kostantinovič Tolstoj (in russo Алексей Константинович Толстой?; San Pietroburgo, 5 settembre 1817 – Krasnyj Rog, 10 ottobre 1875) è stato uno scrittore, poeta e drammaturgo russo.
Fu cugino di secondo grado di Lev Nikolaevič Tolstoj. 

## Biografia
Nato nella famiglia Tolstoj, già famosa per l’onorato contributo militare che i suoi membri apportarono durante le Guerre Napoleoniche, ebbe una vita agiata. Viaggiò molto per l’Europa occidentale, e ciò gli diede modo di entrare in contatto con le correnti letterarie del tempo, nello specifico con il Romanticismo, che fu cruciale per i suoi primi racconti. Fu nipote di A.A. Perkovskij, che con lo pseudonimo di A. Pogorelskij raggiunse una certa notorietà letteraria. Quest’ultimo rappresentò un grande esempio incoraggiando il giovane Tolstoj nel suo approccio alla produzione letteraria, specie per quanto riguarda il genere del fantastico. Tolstoj, amico stretto dello zar Alessandro II, scrisse spesso sotto lo pseudonimo di “Koz’ma Prutkov” (D.S. Mirskij, Istorija Russkoij Literatury s orevneijšich vremen do 1925 goda, Trad. dall'inglese R. Grain., Overseas Publications Interchange Ltd, Londra 1992, p. 351-355. ),  per il quale, con suoi tre cugini, creò una vera e propria identità fittizia con un nome e una biografia, secondo la quale sarebbe nato nel 1803 e morto nel 1863, dopo aver lavorato per il governo. Con questo pseudonimo egli scrisse per dieci anni, dal 1853 al 1863, poesie e prose satiriche. Nello specifico pubblicò le sue opere sulla famosa rivista Sovremennik, fondata da Puškin, che nel tempo si era avvalso della collaborazione di autori come Gogol’ e Turgenev. (M. Sims, Dracula's Guest: A Connoisseur's Collection of Victorian Vampire Stories, Walker & Company, New York 2010, p. 135)

## Opere in prosa
La prosa artistica di Aleksej Konstantinovič Tolstoj consiste in sette racconti di varia lunghezza scritti tra i tardi anni 1830 e i primi anni 1840, che costituiscono le opere giovanili e quelle d'esordio dello scrittore, nonché nel romanzo storico Il principe Serebrjanyj (1840-1862).
Racconti gotico-fantastici di spirito romantico:
- La famiglia del Vurdalak. Frammento inedito delle memorie di uno sconosciuto ("La famille du vourdalak. Fragment inédit des mémoires d'un inconnu", scritto in francese nel 1839)
- L'appuntamento fra trecento anni ("Le rendez-vous dans trois cent ans", scritto in francese nel 1839)
- Il vampiro ("Upyr' ", scritto e pubblicato nel 1841)
- Amena. Frammento del romanzo "Stebelovskij" ("Amena. Otryvok iz romana Stebelovskij", 1846)

Schizzi di caccia:
- Il figlio adottivo di lupo ("Volčij priëmyš", 1842)
- Due giorni nella steppa kirghisa ("Dva dnja v kirgizkoj stepi", 1843)

Essi sono fra i primi esempi di descrizione lirica e realistica della natura che anticipano il Turgenev di Memorie di un cacciatore.
Romanzo storico:
- Il principe Serebrjanyj ("Knjaz' Serebrjanyj", 1840-1862): è un romanzo storico alla Walter Scott che conobbe subito un grandissimo successo popolare in Russia, successo dovuto sicuramente al grande affresco della Moscovia cinquecentesca che propone. Il principe Serebrjanyj è stata una delle letture favorite di diverse generazioni di russi, conobbe numerose ristampe anche nell'Unione Sovietica ed è entrato a far parte delle letture scolastiche, dove è rimasto fino al nostro secolo.

## Il Vampiro
Upyr’ è il debutto letterario dello scrittore, e fu letto a Pietroburgo nel salotto di V.A. Sollogub alla presenza di V.A. Žukovskij e V.F. Odoevskij il 9 Aprile 1841. (A.A. Karpov, A.K. Tolstoj in Russkaja Fantastičeskaja Proza epochi romantizka, Изд-во Лениградского университета, Leningrado, dalla versione online http://www.rusf.ru/rsf-XIX/tolstoi.htm)
L’uscita del racconto ebbe molte recensioni discordanti, ma qui riportiamo quella di Belinskij:
"Эта небольшая (...) книжка носит на себе все признаки еще слишком молодого, но тем не менее замечательного дарования, которое нечто обещает в будущем. Содержание ее многосложно и исполнено эффектов; но причина этого заключается не в недостатке фантазии, а скорее в ее пылкости, которая еще не успела умериться опытом жизни и уравновеситься с другими способностями души". (Traduzione di L. Volta da V.S. Solov’ëv, cit. da V.G. Belinskij su “Upyr’”, “Prefazione”, in A.K. Tolstoj, Il Vampiro, Elliot, Roma 2018, p. 7. [«Questo piccolo (...) libro manifesta tutti i segni di un talento ancora troppo giovane, ma non per questo meno notevole, che promette abbastanza per il futuro. il suo contenuto è complicato e ricco di effetti; alla sua base tuttavia non vi è una fantasia insufficiente, quanto un ardore che non ha potuto ancora moderarsi con l’esperienza della vita ed equilibrarsi con le altre facoltà dell’anima.»])
Viene dunque già visto del potenziale in Tolstoj: tuttavia il suo essere acerbo lo limita un po’ nella descrizione delle esperienze della vita, a causa anche della giovane età dello scrittore, che all’epoca di Upyr’ aveva solo ventiquattro anni. 
"Упырь" - произведение фантастическое, но фантастическое внешним образом: незаметно, чтоб оно скрывало в себе какую-нибудь мысль, и потому не похоже на фантастические создания Гофмана; однако ж оно может насытить прелестью ужасного всякое молодое воображение, которое, любуясь фейерверком, не спрашивает: что в этом и к чему это?  (V.G. Belinskij, Upyr’. Sočinenie Krasnorogskogo. [«Il Vampiro" è un'opera fantastica, ma fantastica nell'aspetto: impercettibile, in modo che nasconda dentro di sé qualche pensiero, e quindi non assomiglia alle fantastiche creazioni di Hoffmann; tuttavia, può saturarsi della bellezza della terribile immaginazione di tutti i giovani, che, mentre ammira i fuochi d'artificio, non chiede: cosa c'è dentro e a cosa serve? »])
Importante è il viaggio, precedente alla scrittura del racconto, di Tolstoj in Italia. Tre anni prima, egli va a Como, e intraprende una breve storia d’amore con la giovane Peppina, la figlia di un guardiano di Villa Raymond.(А. Lirondelle, nota 7 in A.K. Tolstoj, Il Vampiro, cit., p. 54)  Non è quindi una coincidenza che questi aspetti biografici siano inseriti nel racconto: sia Peppina che Villa Raymond sono citati. In più, sia gli avvenimenti in Italia, sia il racconto, sono ambientati esattamente tre anni prima della presentazione del libro, creando una sovrapposizione biografia-letteratura che è passata inosservata alla maggioranza dei lettori. Ciò è dovuto anche alla tarda confessione di Tolstoj alla moglie, cioè nel 1872, data della lettera in cui egli racconta degli avvenimenti reali accaduti a Como. 
La trama di Upyr’ è semplice: ad un ballo dell’alta società moscovita, il giovane Runevskij nota uno strano uomo, il quale lamenta di essersi imbattuto in alcuni ospiti ai quali funerali avrebbe partecipato. Essi si fingerebbero vivi per succhiare il sangue alle giovani fanciulle. Dopo alcune peripezie, lo strano uomo, il cui nome è Rybarenko, racconta al protagonista di aver visitato Como e di aver trascorso delle notti nella casa del diavolo, Villa d’Este. Essa sarebbe stata dimora di un certo don Pietro d’Urgina, secondo la leggenda un avaro e crudele padrone di casa che avrebbe venduto l’anima al diavolo. Una volta giunto a Villa d’Este, Rybarenko con alcuni suoi amici sarebbero stati soggetti a visioni durante la notte che avrebbero messo in pericolo la loro vita e quella dei loro compagni. Ciò mette in allerta Runevskij, ospite presso la casa di un presunto vampiro, che la notte precedente era stato testimone di strani accadimenti, come la presenza di un fantasma che lo perseguiterà per le notti successive.
Il racconto è complesso e pieno di sotto trame ma, come sostiene Belinskij, difficile da riassumere in tutte le sue sfaccettature. (V.S. Solov’ëv, “Prefazione” in A.K. Tolstoj, Il Vampiro, cit., p. 7.) Uno dei pregi che ha il racconto è l’utilizzo del fantastico. Il significato dello stesso si regge sulla fiducia che tutto ciò che avviene al mondo dipenda non solo dalle cause evidenti e tangibili, ma anche da altre matrici più profonde e meno chiare. Tutti gli elementi del fantastico, per essere credibili, devono avere un punto di contatto con la realtà che ci circonda. Il sovrannaturale non può essere totalmente estraneo al mondo: esso non deve apparire in forma “scoperta”, altrimenti ne dichiara apertamente la propria estraneità. La sua manifestazione deve alludere al vero per poi staccarsene, e deve sempre lasciare una possibile soluzione più semplice per la spiegazione dei fenomeni. Come sostiene Solov’ëv:
Никто не станет читать вашей фантастической поэмы, если в ней рассказывается, что в вашу комнату внезапно влетел шестикрылый ангел и поднес вам прекрасное золотое пальто с алмазными пуговицами. Ясно, что и в самом фантастическом рассказе пальто должно делаться из обыкновенного материала и приноситься не ангелом, а портным, — и лишь от сложной связи этого явления с другими происшествиями может возникнуть тот загадочный или таинственный смысл, какого они в отдельности не имеют. (Traduzione di L. Volta, Ivi, p. 9. [«Nessuno si metterà a leggere il vostro poema fantastico, se in esso si dice che è volato nella vostra camera, improvvisamente, un angelo con sei ali portandovi un bellissimo cappotto d’oro con bottoni di diamante. È chiaro che, anche nel racconto più fantastico, un cappotto deve essere fatto di materiale comune e deve venire consegnato non da un angelo, ma dal sarto, e solo dal nesso complesso fra questo fenomeno e gli altri avvenimenti può derivare quel senso misterioso ed enigmatico che non si può trovare separatamente dal resto. »])
Nonostante la presenza dell’elemento fantastico, Upyr' è costruito all’interno di un contesto incredibilmente reale. Ogni elemento sovrannaturale lascia uno spiraglio per una spiegazione razionale del fenomeno, e non c’è nessun momento in cui la forma del fantastico si lascia scoperta. Ci sono moltissimi dualismi in questo racconto, l’esempio più calzante è quello di Rybarenko. Egli racconta a Runevskij della sua esperienza a Como e gli spiega come, al ballo all’inizio della storia, ci siano più di un vampiro. Tuttavia, presto ci si interrogherà sull’effettiva sanità mentale dello stesso Rybarenko, che sarà messa in dubbio più e più volte all’interno del testo. Fino alla fine del racconto ci si farà domande su di esso, e non avremo mai una risposta certa. Anzi, i vari personaggi ci spingeranno sempre di più a credere alla pazzia del personaggio. 
Non c’è mai un’effettiva divisione tra il mondo fantastico e quello reale, ogni azione sovrannaturale ci lascia con il beneficio del dubbio sulla sua effettiva veridicità.  Il racconto è costantemente immerso nel binomio realtà-sogno, un punto di forza per Tolstoj. Ne abbiamo testimonianza sia in Runevskij, sia nel racconto di Rybarenko. Gli incubi sono i veri protagonisti di Upyr’. Gli strani avvenimenti di Como si basano proprio su essi e sull’impercettibile passaggio dallo stato di veglia a quello del sogno, che creano molta confusione nel lettore e non gli fanno capire se si tratti effettivamente di realtà o immaginazione. Non c’è un vero e proprio confine, dall’inizio alla fine del testo.

## La lirica
Le composizioni liriche di Tolstoj, a differenza della sua prosa artistica, non sono confinate a singole fasi compositive, ma percorrono tutta l'opera dello scrittore in una grande varietà di forme e contenuti. I punti focali sono costituiti dalla lirica amorosa (interamente dedicata alla moglie Sof'ja Andreevna Miller, nata Bachmeteva), dalla lirica della natura, dalle composizioni filosofiche-poetologiche e teologiche dei tardi anni 1850 (il poema Giovanni Damasceno "Ioann Damaskin", del 1858), dai poemi umoristici e satirici (Il sogno di Popov ["Son Popova"]), dalle ballate di tipo romantico su soggetti tratti dall'antica Rus' degli anni 1860, fino ai poemi fantastici degli ultimi anni di vita (Il ritratto ["Portret"] e Il dragone ["Drakon"]).

## Il periodo drammatico
Gli anni 1860 costituiscono il periodo drammatico di Tolstoj. Un passo significativo verso questo genere era stato fatto già con il poema drammatico Don Juan (Дон Жуан), 1862, una delle opere più profonde dello scrittore, rimasta tuttavia inapprezzata e incompresa per tutta la sua vita. Tragedie vere e proprie sono invece le tre parti della trilogia drammatica alla quale il suo nome è più di tutto affidato:
- La morte di Ivan il Terribile, ("Smert' Ioanna Groznogo") 1866
- Lo zar Fëdor Ioannovič, ("Car' Fëdor Ioannovič"), 1868
- Lo zar Boris, ("Car' Boris"), 1870

## Traduzioni italiane
- Tolstoj Aleksej Konstantinovič, Il principe Serebrjanyj, a cura di Marina Rossi Varese, Napoli: Guida, 1983.
- Tolstoj Alessio, La morte di Giovanni il Terribile, traduzione di Boris Jakovenko, introduzione di Giovanni Gandolfi, Lanciano: Carabba, 1935.
- Tolstoj Alessio, Lo zar Boris, traduzione di Boris Jakovenko, introduzione di Giovanni Gandolfi, Lanciano: Carabba, 1927.
- Tolstoj Aleksej Konstantinovič, Don Giovanni. Poema drammatico. Con testo a fronte, a cura e traduzione di Paola Ferretti, Roma: Bulzoni, 2003.
- Tolstoj Aleksej K., Il vampiro, a cura di Luigi Volta, Pordenone: Studio Tesi, 1987.
- Tolstoj A., La famiglia del Vurdalak, Torino: Edizioni Sonda, 1993.